# Большекрасноярка
Большекрасноярка — деревня в Муромцевском районе Омской области России. Входит в состав Низовского сельского поселения .

## История
Основана в 1816 г. В 1928 году состояла из 218 хозяйств, основное население — русские. Центр Больше-Красноярского сельсовета Мало-Красноярского района Барабинского округа Сибирского края.

## Население
| 1926 | 2010 |
| ---- | ---- |
| 1109 | ↘236 |